# Covington (Texas)
Covington es una ciudad ubicada en el condado de Hill en el estado estadounidense de Texas. En el Censo de 2010 tenía una población de 269 habitantes y una densidad poblacional de 125,59 personas por km².

## Geografía
Covington se encuentra ubicada en las coordenadas 32°10′45″N 97°15′39″O / 32.17917, -97.26083. Según la Oficina del Censo de los Estados Unidos, Covington tiene una superficie total de 2.14 km², de la cual 2.13 km² corresponden a tierra firme y (0.73%) 0.02 km² es agua.

## Demografía
Según el censo de 2010, había 269 personas residiendo en Covington. La densidad de población era de 125,59 hab./km². De los 269 habitantes, Covington estaba compuesto por el 93.68% blancos, el 0% eran afroamericanos, el 1.86% eran amerindios, el 0.37% eran asiáticos, el 0% eran isleños del Pacífico, el 3.35% eran de otras razas y el 0.74% pertenecían a dos o más razas. Del total de la población el 9.29% eran hispanos o latinos de cualquier raza.